# Osama Al-Muwallad
Osama Mabrouk Al-Muwallad (Gedda, 16 maggio 1984) è un ex calciatore saudita, di ruolo difensore.

## Carriera
È stato convocato per la Coppa d'Asia 2011 con l'Arabia Saudita.